# لوم، بلغارستان
لوم شهری در استان مونتانا کشور بلغارستان است که جمعیت آن در سال ۲۰۰۱ میلادی ۲۷٬۸۹۷ نفر بوده‌است.